# Atlantic City (Így jártam anyátokkal)
Az Atlantic City az Így jártam anyátokkal című televízió-sorozat második évadának nyolcadik epizódja. Eredetileg 2006. november 13-án vetítették, míg Magyarországon 2008. november 12-én.
Ebben az epizódban Marshall és Lily Atlantic Citybe szöknének, hogy minél gyorsabban összeházasodhassanak. Hamar rájönnek azonban, hogy ez a város mégsem Las Vegas.

## Cselekmény
Lily megkéri Marshall kezét, majd szexelnek a padlón. Marshall megemlíti, hogy a szülei és a rokonság nagyon mérgesek azért, amiért lefújta az esküvőt és San Franciscóba utazott. Lily is fél attól, hogy a szemükbe kelljen néznie, ezért kitalálják közösen, hogy Atlantic Citybe utaznak és ott házasodnak össze, mégpedig most rögtön. Felveszik Robint a tévécsatornánál, Tedet az építészcégnél, Barneyt pedig egy pedikűrszalonban. Miután mind az öten pedikűröztettek, elindulnak Atlantic Citybe. Lily esküvői csokrot keres, és utasításba adja Robinnak, hogy keressen egy olyan ruhát, amiben nem szebb, mint a menyasszony. Barney, miután talál egy fátylat Lilynek, elviszi Marshallt és Tedet egy sztriptízbárba, egy 18 perces legénybúcsúra.
Amikor azonban a kaszinó kápolnája elé érnek, kiderül, hogy New Jersey államban a várakozási idő 2 nap, nem úgy mint Las Vegasban. Ezért a bíróságra mennek, hogy találjanak egy olyan bírót, aki engedélyezhetné nekik a várakozási idő eltörlését. A vécé előtt várakoznak és találnak is egyet, aki hajlandó lenne segíteni nekik, figyelemmel arra, hogy már kilenc éve együtt vannak. De amikor Barney elszólja magát, hogy fél évre szakítottak, rögtön meggondolja magát. Kifogyva az ötletekből, Lily azt javasolja, legyen az esküvő nemzetközi vizeken, mert ott egyáltalán nincs várakozás. Találnak is egy hajóskapitányt, aki kivinné őket, de 5000 dollárt kér a ceremóniáért.
Már korábban az epizód során előfordult, hogy Barney találkozott kínai emberekkel, akikkel szemlátomást jó barátságban van, de senki nem értette, hogy miért. Végül bevallja, hogy sokáig lejárt a városba, de a szerencsejáték-problémái miatt egy ideje már nem látogatott el ide. Barney meggyőzi őket, hogy meg tudja nyerni nekik azt az 5000 dollárt. Egy "Csing Hai Si Bu Csing" című játékot játszik, aminek a játékszabályait senki nem érti, annyira bizarr. Marshall azonban egy idő után megérti, és a javaslatával Barney rengeteg pénzt nyer.
Nemzetközi vizekre hajóznak, ahol a ceremónia közben értik meg, hogy igenis szembe kell nézni Marshall családjával. Lefújják az esküvőt, de addigra a kapitány már összeadta őket. Gyorsan visszacsinálja, így Jövőbeli Ted szerint ez volt annak a története, hogyan volt Marshall bácsi és Lily néni 12 másodpercig házas.
Még korábban az epizód során Robin szerzett egy koszorúslány-pólót. Ted egész végig be volt gerjedve a rá rajzolt műmellekre, és ezt Robinnak is elmondta. Az epizód végén Ted ebben a pólóban jön ki a szobából, Marshall és Lily pedig csak remélik, hogy ez azért van, mert Robin is itt van.

## Kontinuitás
- Először kerül megemlítésre Barney szerencsejáték-függősége.
- Lily eltakarja a szemét, amikor Marshall megkérdezi, emlékszik-e még az ő lánykérésére. Ez utalás arra, hogy "A kezdetek" című epizódban szementalálta egy pezsgősdugóval. Ugyanebben az epizódban történt az is, hogy a lánykérés után a padlón szexeltek.
- "A közös este" című rész óta tudott, hogy Marshall hihetetlenül szerencsés, bármilyen játékról van szó.
- Lily amiatt aggódik, hogy Marshall családja majonézt iszogatva sütne el "Oltári nő"-s poénokat egy nagy esküvőn. Ez célzás az Eriksenek különös vonzódására a majonézhez.
- Ted megemlíti, hogy előléptették.

## Jövőbeli visszautalások
- Amikor a kápolnánál találkoznak, Marshall kezében egy gyümölcskoktél van. A "nőies" koktélok iránti vonzódása a "Szingliszellem", "A Húúú-lányok", és az "Időutazók" című részben is látható.
- "A hétfő esti meccs" című részből derül ki Barney szerencsejáték-függőségének oka (a 2004-es Super Bowl idején fogadtak Marshall-lal egy mezőnygól kapcsán). Későbbi epizódokban ("A szerencsepénz", "A Tesó Mitzvó") Barney ugyanezt a játékot játssza.

## Érdekességek
- A DVD-változaton Marshall és Lily nem 12, hanem 17 másodpercig voltak házasok (noha időben több mint egy perc volt valójában).
- Hajóskapitányok nem adhatnak össze embereket nemzetközi vizeken. Ez egy szigorú tiltás, amit a tengerjog évszázadok óta szabályoz.
- Az "Apu, a fergeteges" című rész szerint Marshall nem tud kacsintani, itt viszont igen.

## Vendégszereplők
- Richard Gant – bíró
- Todd Stashwick – Steve
- Kate Micucci – regisztrár
- Monique Edwards – producer
- Patricia Belcher – recepciós

## Zene
- Fountains of Wayne – Sink To The Bottom